# Мениль, Феликс
Феликс Этьен Пьер Мениль (фр. Félix Étienne Pierre Mesnil; 12 декабря 1868, Омонвиль-ла-Петит, Манш — 15 февраля 1938, Париж) — французский зоолог и паразитолог, академик Французской академии наук (1921), президент Зоологического общества Франции (1926).

## Биография
Родился в Омонвиль-ла-Петит 12 декабря 1868 года. Учился в лицее де Шербур. В 1885 году окончил Лицее Сен-Луи в Париже. В 1891 году окончил Высшую нормальную школу. В 1892 году был приглашен Луи Пастером на работу в свой недавно открывшийся институт, в лабораторию Мечникова. В течение двух лет был секретарём Пастера. В 1895 году докторскую диссертацию, посвященную устойчивости низших позвоночных к искусственным микробным инфекциям. В 1898 году он был назначен заведующим лабораторией. С 1907 года и до конца жизни возглавлял отдела колониальной микробиологии. В 1910 году присвоено звание профессора. Мениль был одним из основателей, а с 1924 по 1928 год президентом Общества экзотической патологии. В 1926 году был избран президентом Зоологического общества Франции. Умер 15 февраля 1938 года в Париже.

## Научная деятельность
Мениль занимался вопросам фаунистики, систематики, биологией морских кольчатых червей, паразитическими ракообразных, свободноживущих или паразитических морских простейших. Исследования по зоологии он проводил совместно с братом своей жены Морисом Коллери (1868—1958).
Работая в лаборатории Мечникова, проводил исследованая клеточного иммунитета, сравнительной физиологии и патологии, изучал отношения между циклом кокцидий и циклом малярийных плазмодиев.
Совместно с Лавераном изучал биологию Trypanosoma lewisi. Они уточнили морфологию, способы размножения и его агглютинацию паразита с различными сыворотками. В 1903 году они сделали первое описание возбудителя (Leishmania donovani) висцерального лейшманиоза (кала-азар) и установили его идентичность с паразитами, отмеченными ранее Лейшманом и Донованом.
Вместе в Морисом Николле проводил исследования препаратов для лечения сонной болезни.
Мениль был одним из основателей Бюллетеня Института Пастера.

### Награды и премии
В 1907 году получил Монтионовскую премию. В 1920 году он был награждён медалью Мэри Кингсли Ливерпульской школы тропической медицины. Командор ордена Почётного легиона.

### Членство в научных организациях
Мениль был членом Французской академии наук (1921), Академии наук заморских территорий (1922), Парижской медицинской академии (1931), Общества экзотической патологии, Комитета по историческим и научным исследованиям французской Западной Африки, Французского биологического общества, академи наук Чехии.

## Публикации
- Laveran A. et Mesnil F. Trypanosomes et trypanosomiases (фр.). — Paris: Masson et Cie, 1912. — 999 p. — doi:10.5962/bhl.title.939.
- Mesnil F., Roubaud E. Essais d'inoculation du paludisme au chimpanzé (фр.) // Ann Inst Pasteur. — 1920. — No 34. — P. 466–480.